# فیلیپه برتولدو
فیلیپه برتولدو (انگلیسی: Fellipe Bertoldo؛ زادهٔ ۵ ژانویهٔ ۱۹۹۱) یک بازیکن فوتبال اهل برزیل است.
وی همچنین در تیم‌های ملی فوتبال تیمور شرقی بازی کرده‌است. در سال ۲۰۱۶ او با قراردادی یک ساله به تیم استقلال صنعتی خوزستان پیوست.